# Бєлгородський державний театр ляльок
Бєлгородський державний театр ляльок (рос. Белгородский государственный театр кукол, БГТК) — державний театр ляльок у обласному центрі Російської Федерації місті Бєлгороді.

## Загальні дані
У будівлі театру є велика зала на 160 місць та сценою, обладнаною сучасною звуковою апаратурою, світловим устаткуванням, кіноекраном та електромеханічними механізмами. Мала зала на 40 місць призначена для обслуговування найменших глядачів і представлення камерних вистав. 
У фоє приміщення відбуваються новорічні вистави та інші культурно-масові заходи. 
Також при театрі існує музей з постійно діючою експозицією, де проводяться екскурсії, лекції, перегляди і прослуховування архівних аудіо- та відеозаписів. На першому поверсі будівлі є затишне дитяче кафе (на 30 місць).
Художній керівник закладу — Рєпіна Наталія Мефодіївна.

## З історії театру

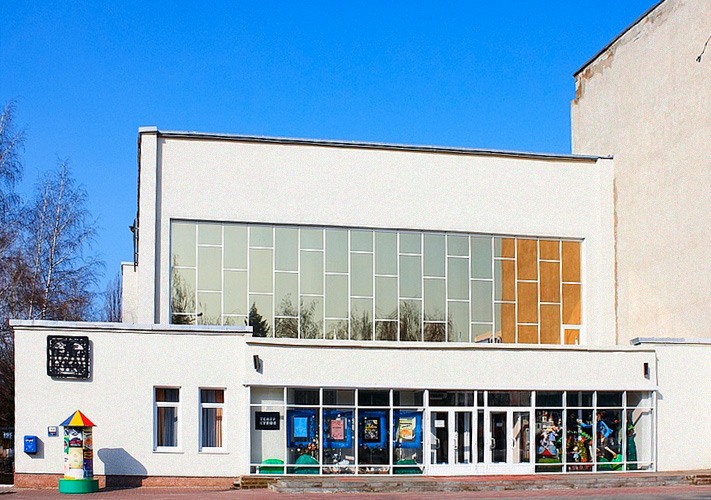
Будівля театру. 2010 рік.

Ляльковий театр у Бєлгороді починався у 1961 році як лялькова група при Бєлгородському драматичному театрі імені М. С. Щепкіна. Цією групою керувала А.Є. Шикова, колектив давав виїзні вистави. 
Статус самостійного закладу культури ця група лялькарів отримала 2 листопада 1965 року, коли виконком Бєлгородської обласної ради депутатів ухвалив рішення про відкриття в місті театру ляльок. 
Першим професіоналом, що очолив БГТК, був В. Волиовський, що закінчив акторське відділення ЛГИТШК, вищі режисерські курси С.В. Образцова, згодом заслужений діяч мистецтв, лауреат Державної премії РСФСР та багатьох престижних театральних нагород у Росії та за рубежем. Са́ме він, поставивши 1967 року виставу «Мальчиш-Кибальчиш», зробив головного персонажа цієї літературної казки емблемою театру. 
У 1972 році пост головного режисера прийняла Н. Данілова.
4 січня 1976 року Бєлгородський державний театр ляльок отримав власне новозбудоване багатофункціональне приміщення. 
Фактично цей період (від 1976 до початку 1980-х рр.) став періодом розквіту закладу — тодішньому режисеру театру Миколі Костянтиновичу Хомутову (керував театром від 1974 року) вже 1977 року вдалося поставити першу виставу для дорослих — «Божественна комедія» І. Штока, а за 2 роки театр одним із перших в СРСР інсценував сатиричну повість-казку В. Шукшина «До третіх півнів». 
М.К. Хомутов знову керував театром нетривалий час у 2000-ні (2000—2003 роки). 
У період 2006—2008 року в приміщенні театру відбувався капітальний ремонт з повним технічним переоснащенням сцени.
Від 3 квітня 2009 року на посаду художнього керівника театру призначено заслуженого працівника культури Росії Наталію Мефодіївну Рєпіну, що в період 1995—2007 рр. очолювала Державний театр актора та ляльки Республіки Саха (Якутія) (м. Нерюнгрі).

## Виноски
1. ↑  Історія театру коротко[недоступне посилання] на Офіційна вебсторінка театру (рос.)
2. ↑  Контакти[недоступне посилання] на Офіційна вебсторінка театру
3. ↑  Бєлгородський державний театр ляльок [Архівовано 8 січня 2005 у Wayback Machine.] на www.oazis.belgorod.ru (інформаційний сайт міста Бєлгорода) [Архівовано 13 листопада 2009 у Wayback Machine.] (рос.)
4. ↑  Хроніки БГТК 70-і // Детальна історія театру за десятиліттями [Архівовано 15 жовтня 2009 у Wayback Machine.] на Офіційна вебсторінка театру [Архівовано 30 січня 2010 у Wayback Machine.] (рос.)